# Лонстон
Лонстон, на корнском произносится Лансон (англ. Launceston) — небольшой древний город и община в Корнуолле, Англия. Население 7135 человек.
Находится примерно в 2 километрах к западу от реки Теймар. По реке проходит административная граница между графствами Корнуолл и Девон, поэтому город Лонстон часто называют воротами в Корнуолл.

## История
Город изначально имел саксонское название «Dunheved», на корнском языке город назывался «Lannstefan» то есть церковь св. Стефана из-за расположенного поблизости монастыря св. Стефана.
Самый древний из корнуоллских монетных дворов основан в Лонстоне во времена Этельреда II Неразумного, сохранилась только одна монета этого короля. Монетный двор просуществовал до правления Уильяма I, во времена Генриха III монетный двор был возрождён.
Над городом возвышаются руины Лонстонского замка, построенного около 1070 года. Замок построен в норманском стиле по типу мотт и бейли. В различные годы Лонстон являлся столицей графства Корнуолл. В 1835 году столица Корнуолла была перенесена в Бодмин, а позднее — в Труро.
Во времена Английской революции Лонстон был известен своей верностью королю Карлу I Стюарту, позднее в герб города был помещён девиз «Royale et Loyale». В 1643 году парламентские войска предприняли попытку захватить лояльный королю город. Лоялисты заняли оборону на вершине холма и отбили все атаки парламентских войск, после чего перешли в контратаку и несмотря на подошедшее подкрепление парламентских войск вынудили их отступить.
В 1806 году на острове Тасмания полковником Уильямом Патерсоном был основан город Лонсестон который первоначально носил название Патерсония. Однако вскоре Патерсон переименовал его в честь тогдашнего губернатора Австралии Филипа Кинга, родившегося в городе Лонстон в Корнуолле.

## Галерея

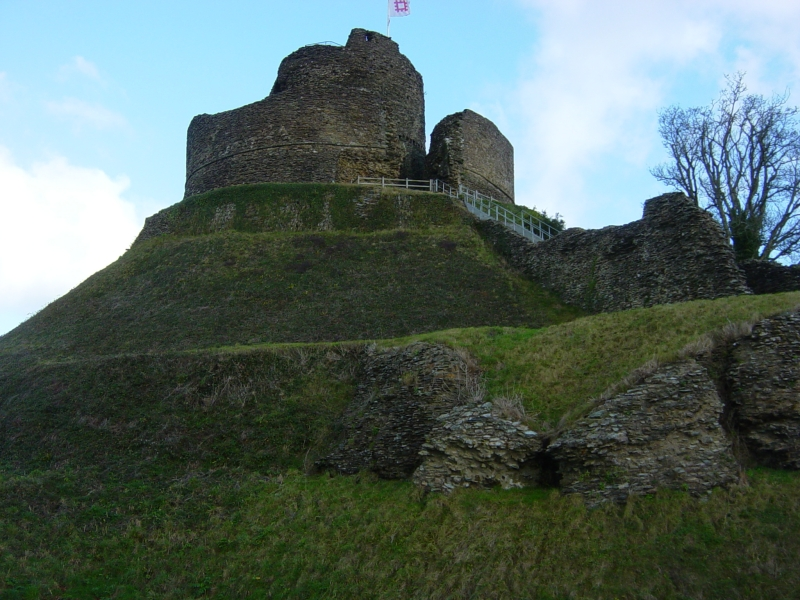
Лонстонский замок
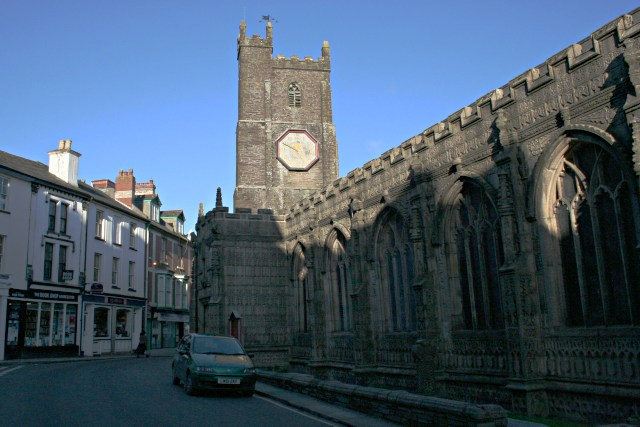
Церковь Марии Магдалины
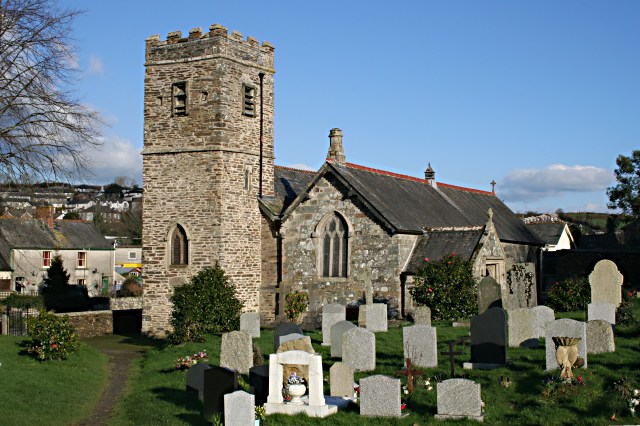
Церковь св. Томаса Лонстонского
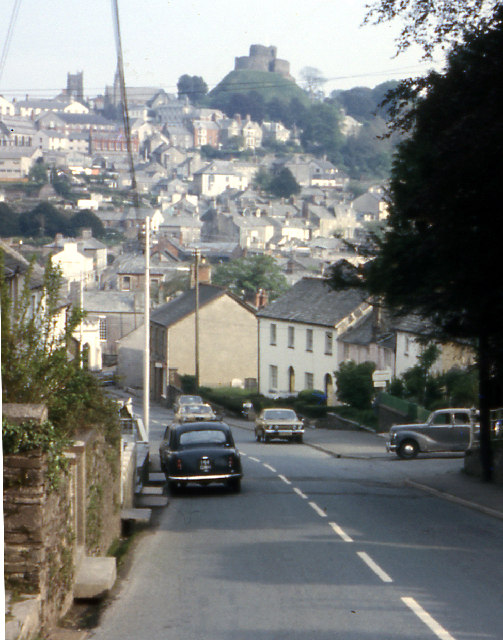
Вид на город (1973 г.)